# Perasia arcuata
Perasia arcuata là một loài bướm đêm trong họ Noctuidae.